# Trolejbusy w Kerczu
Trolejbusy w Kerczu − system komunikacji trolejbusowej działający w ukraińskim mieście Kercz na Krymie.

## Historia
Pierwsze plany budowy linii trolejbusowej i zajezdni na 50 trolejbusów powstały w 1977. W 1978 rozpoczęto budowę, którą później zawieszono. W lutym 2004 przeznaczono 17,5 mln UAH na dokończenie budowy linii i zajezdni i 5,5 mln na zakup trolejbusów. Prace budowlane rozpoczęły się w maju 2004. Do września większość prac ukończono. Ruch trolejbusowy na 6,6 km trasie zainaugurowano 25 września 2004. Pierwsza linia połączyła Ворошиловское - centrum - Гагаринское. W 2007 przystąpiono do realizacji drugiego etapu. Drugi etap obejmował budowę linii trolejbusowej z Гагаринского do металлургического комбината имени Войковаo o długości 5,2 km. 16 września 2007 otwarto to przedłużenie. W październiku 2007 rozpoczęto realizację trzeciego etapu, który obejmuje budowę 3,5 km trasy z Вокзальному шоссе do dworca kolejowego, jednak z powodu braku funduszy budowę przerwano. Od kwietnia 2009 wznowiono prace nad budową, które są realizowane bardzo powoli. Obecnie funkcjonuje jedna linia trolejbusowa.

## Tabor
Do obsługi linii trolejbusowej zakupiono 10 trolejbusów JuMZ T2.09. W grudniu 2007 otrzymano jeden trolejbus JuMZ T2.09. W 2008 otrzymano trzy nowe trolejbusy JuMZ T2. Łącznie w Kerczu jest 14 trolejbusów:
- JuMZ T2.09 − 11 sztuk
- JuMZ T2 − 3 sztuki